# Isabelle Iliano
Isabelle Iliano (* 2. März 1997) ist eine belgische Fußballnationalspielerin.

## Karriere

### Vereinskarriere
Iliano spielte in der gemeinsamen Frauenliga des belgischen und niederländischen Verbandes für KAA Gent. Aktuell spielt sie für den Club YLA.

### Nationalmannschaftskarriere
2012 und 2013 spielte Iliano in je drei Länderspielen für die U-15 bzw. U-16 auf erzielte hierbei ein Tor für die U-16. Nach einem Freundschaftsspiel im September 2012 mit der U-17 gegen Mexiko und zwei Freundschaftsspielen Anfang Oktober gegen Wales, nahm sie mit der U-17 Ende Oktober 2012 an der ersten Qualifikationsrunde für die U-17-EM 2013 teil. Mit zwei hohen Siegen gegen die Republik Moldau und Bulgarien, bei dem sie das erste Tor erzielte, und einer knappen Niederlage gegen die Schweiz, wurden sie Gruppenzweite und waren damit für die zweite Runde qualifiziert. Bei dieser hatten sie im März 2013 Heimrecht. Sie konnten zwar nur gegen die niederländischen Nachbarinnen gewinnen, die Remis gegen Dänemark und Titelverteidiger Deutschland, der sich damit zum bisher einzigen Mal nicht für die Endrunde qualifizieren konnte, erreichten die Belgierinnen zum bisher einzigen Mal die Endrunde. Beim Turnier in Nyon im Juni verloren sie aber zuerst im Halbfinale gegen den späteren Sieger Polen und dann auch das Spiel um Platz 3 gegen Spanien. Im August konnten sie beim erneuten Anlauf mit drei Siegen und 13:0 Toren das Qualifikationsturnier in Slowenien gewinnen. Die zweite Runde fand bereits im Oktober statt. Hier konnten sie wieder gegen die Niederländerinnen gewinnen und gegen die Schweiz ein Remis erreichen, verloren aber gegen die gastgebende deutsche Mannschaft.
Im Juli 2014 nahm sie dann mit der U-19-Mannschaft an der Endrunde der U-19-Fußball-Europameisterschaft der Frauen 2014 in Norwegen teil. Die Belgierinnen verloren aber alle drei Gruppenspiele und schieden damit aus. Im September folgte die erste Qualifikations-Runde für die nächste U-19-EM. Das Turnier in Ungarn wurde mit drei Siegen abgeschlossen, wobei sie gegen Estland das einzige Tor erzielte. In der zweiten Runde im April 2015 war dann mal wieder die deutsche Mannschaft zu stark, so dass sie die Endrunde verpassten. Im September bestritt sie dann in der ersten Qualifikationsrunde zur U-19-Fußball-Europameisterschaft der Frauen 2016 ihre letzten Spiele für die U-19. Mit zwei Siegen und einer Niederlage gegen Aserbaidschan erreichten sie die zweite Runde, bei der sie nicht berücksichtigt wurde.
Bereits im November 2014 wurde sie in einem Freundschaftsspiel der A-Nationalmannschaft eingesetzt. Beim 4:1-Sieg gegen Polen wurde sie in der 68. Minute eingewechselt. Vier Tage später stand sie bei einem Spiel der U-21 gegen die Türkei in der Startelf, wurde aber nach 56 Minuten ausgewechselt. Sie wurde dann noch für zwei Freundschaftsspiele der A-Nationalmannschaft im Frühjahr 2015 nominiert, aber nicht eingesetzt. Ihr nächstes Länderspiel war ein Spiel für die U-21 im Januar 2019 für die U-21. Beim Algarve-Cup 2020 saß sie dann wieder beim Spiel um Platz 5 auf der Bank. Auch für das letzte Spiel in der Qualifikation für die EM 2022 gegen die Schweiz wurde sie nominiert, aber nicht eingesetzt. Mit einem 4:0-Sieg konnten die Belgierinnen die Schweiz noch von Platz 1 der Tabelle verdrängen und sich für die EM-Endrunde qualifizieren.
In den ersten sieben Spielen der Qualifikation für die WM 2023 wurde sie dreimal eingewechselt. Für die EM-Endrunde wurde sie nicht nominiert. Danach wurde sie immer wieder nominiert, aber nicht eingesetzt, so in der UEFA Women’s Nations League 2023/24 und den ersten beiden Spielen Qualifikation für die EM 2025.
Im Frühjahr 2025 wurde sie dann bei zwei Spielen der UEFA Women’s Nations League 2025 wieder eingesetzt.
Am 11. Juni wurde sie für den EM-Kader nominiert. In der anschließenden Vorbereitung auf die EM wurde sie im Testspiel gegen Griechenland eingewechselt, bei der EM kam sie dann aber nicht zum Einsatz.

## Erfolge
- Belgische Pokalsiegerin: 2016/2017, 2018/2019